# رکسان پرز
کارلا گونزالز (به انگلیسی: Carla Gonzalez؛ زاده ۵ نوامبر ۲۰۰۱) کشتی‌گیر حرفه‌ای آمریکایی است. او در حال حاضر با دبلیودبلیوئی قرارداد دارد و با نام رکسان پرز (به انگلیسی: Roxanne Perez) در برند راو فعالیت می‌کند و قهرمان کنونی عنوان تگ تیم زنان دبلیودبلیوئی به همراه راکل رودریگز است. او دو بار قهرمان عنوان زنان ان‌اکس‌تی و یک بار قهرمان تگ تیم زنان ان‌اکس‌تی به همراه کورا جید بوده است.
گونزالز پیش از دبلیودبلیوئی، با نام رکسی (به انگلیسی: Rok-C) کشتی می‌گرفت. او در سال ۲۰۲۱ و در پروموشن رینگ آو آنر، قهرمان پیشین کمربند جهانی زنان این شرکت بود.